# Westchester (California)
Westchester è un sobborgo di Los Angeles, nella contea di Los Angeles in California.
Ospita l'aeroporto internazionale di Los Angeles, la Loyola Marymount University, l'Otis College of Art and Design e la Westchester Enriched Sciences Magnet.

## Geografia
La parte principale di Westchester confina con Playa Vista e Culver City a nord, Inglewood e Lennox a est, Hawthorne a sud-est, Del Aire e El Segundo a sud e Playa del Rey a ovest. Comprende tutto l'aeroporto internazionale di Los Angeles. C'è anche un quartiere ridotto di due isolati che va dall'incrocio tra Centinela Avenue e La Cienega Boulevard a nord fino a 63rd Street e poi a est fino a Overhill Avenue, dove si collega con il quartiere di Hyde Park.
Le linee di confine del quartiere principale sono, generalmente, a est: nord-sud su La Cienega Boulevard o sulla linea urbana di Inglewood; a sud: da est ad ovest al confine della città con El Segundo o la Imperial Highway; a ovest: da nord a sud sulla Pershing Drive e Westchester Parkway, poi all'incirca da nord a sud su una serie di strade residenziali a ovest della Westchester High School fino al quartiere di Playa Vista.

## Storia
Westchester iniziò il XX secolo come area agricola, coltivando un'ampia varietà di colture in un clima secco e favorevole all'agricoltura. Il rapido sviluppo dell'industria aerospaziale vicino a Mines Field (come allora era conosciuto l'aeroporto di Los Angeles), il trasferimento dell'allora Loyola University nell'area nel 1928 e la crescita della popolazione nell'intera Los Angeles crearono una domanda di alloggi nell'area. Westchester è stata costruita con l'intenzione di ospitare membri della classe operaia. Westchester ha ospitato la parte di sci di fondo del concorso equestre completo durante le Olimpiadi estive del 1932 a Los Angeles.
Alla fine degli anni '30, il magnate immobiliare Fritz Burns e il suo socio Fred W. Marlow svilupparono un tratto di case unifamiliari prefabbricate economiche sul sito di un ex allevamento di maiali all'incrocio tra Manchester e Sepulveda Boulevard. Questa comunità, soprannominata "Westchester", crebbe con il boom dell'industria aerospaziale durante la seconda guerra mondiale e successivamente. Un articolo del Los Angeles Times nel 1989 descriveva lo sviluppo come "un sobborgo grezzo", "creato volenti o nolenti negli anni '40".
La zona era prevalentemente residenziale. Quando la zona contava 30.000 residenti, mancava ancora una stazione di polizia, una stazione dei vigili del fuoco o un ospedale. Mancava un barbiere anche nel 1949.
Gli anni '60 videro l'introduzione di aerei di linea in grado di effettuare voli transpacifici senza rifornimento di carburante, provocando un massiccio aumento del traffico aereo all'aeroporto di Los Angeles. Quando fu costruito il North Airfield Complex, l'aumento del rumore dovuto ai decolli dei jet diminuì notevolmente l'appetibilità delle aree residenziali adiacenti all'aeroporto di Los Angeles. In risposta, la città di Los Angeles ha avviato un programma di acquisto e condanna da parte dei proprietari delle case stanchi del rumore; di conseguenza, diverse strade appena a nord dell'aeroporto sono state smantellate e le case lungo quelle strade demolite. In tutto, Westchester ha perso 4.500 case e 14.000 residenti. Il campo da golf a 18 buche di Westchester è diventato un campo a 15 buche. Nel 2007 Los Angeles World Airport (LAWA) ha proposto un altro spostamento della pista nord a Westchester; L'opposizione locale all'espansione dell'aeroporto (proposta per la prima volta alla fine degli anni '90) aumentò.
Nel febbraio 2010, un comitato della NASA ha scoperto che la pista nord era sicura e avrebbe dovuto rimanere così com'è. Nello stesso mese, LAWA ha avviato un'espansione da 1,5 miliardi di dollari del Terminal Internazionale Bradley.
I prezzi delle case sono aumentati del 25% nel 2013-2014, mentre la maggior parte delle comunità della California meridionale si stavano riprendendo molto più lentamente. Un fattore importante è stato l'afflusso di aziende tecnologiche (tra cui Hulu, Google e Snap, Inc.) a Playa Vista man mano che si diffondeva il fenomeno Silicon Beach nella zona ovest di Los Angeles. La comunità ha anche sperimentato un boom di aggiunte di case o la completa riabilitazione delle tradizionali case in stile ranch del dopoguerra in case più grandi a due piani. L'Howard Hughes Center è stata un'aggiunta significativa al quartiere nel 2001, vicino alla San Diego Freeway. Lo sviluppo è continuato fino a quando nel 2015 il complesso aveva 120.000 metri quadrati di spazi per uffici in grattacieli, 3.200 appartamenti e un centro commerciale aggiornato e rinnovato.
Dal 2013, il costo della vita a Westchester ha continuato ad aumentare. Nell'aprile 2017, il prezzo di vendita medio delle case unifamiliari era di 1,21 milioni di dollari, con un aumento del 27% rispetto all'anno precedente.

## Monumenti e luoghi di interesse

### Parchi e attività ricreative
Il Westchester Recreation Center si trova a Westchester. Il centro comprende un auditorium, aree per barbecue, un campo da baseball illuminato, campi da basket all'aperto illuminati, due campi da basket al coperto, un'area giochi per bambini, una sala comune, un campo da calcio illuminato, una palestra coperta senza pesi, tavoli da picnic, un campo da soccer illuminato e vari campi da tennis illuminati. La piscina Westchester, all'interno del centro ricreativo, è una piscina stagionale riscaldata all'aperto rinnovata nel 2010. I campi da tennis Westchester nel centro ricreativo sono costituiti da dieci campi illuminati. Nel centro ricreativo si trova anche uno skate park. Il campo da golf Westchester si trova appena ad est del centro ricreativo.
Il Westchester Senior Citizen Center dispone di un auditorium da 200 persone, aree per barbecue, una sala comune da 20 persone, un giardino, una cucina, tavoli da picnic e un palco. Il Carl E. Nielsen Youth Park di 3,2 ettari si trova a Westchester. Nel 1991, Los Angeles World Airports pianificò di pavimentare il parco e di utilizzare il lotto come parcheggi e spazio affittato alle società di noleggio auto. Durante quell'anno LAWA decise di mantenere aperto il parco.

### Architettura

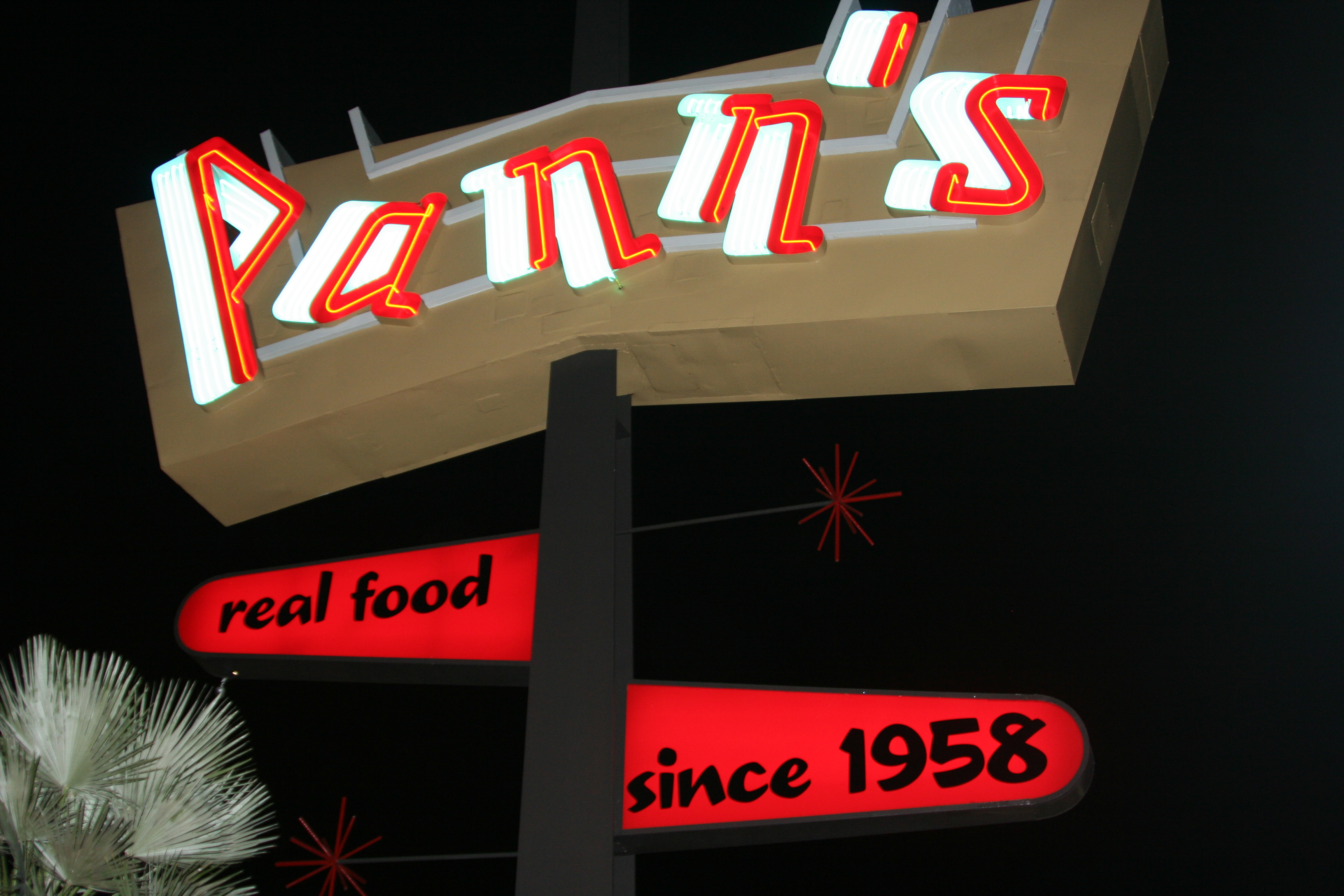
L'insegna al neon del ristorante Pann's di notte

Il ristorante Pann's, al 6710 di La Tijera Boulevard, è "probabilmente l'esempio meglio conservato" dell'architettura in stile Googie sviluppata da Eldon Davis. Pann's comprende un edificio angolare e grandi finestre in vetro ed è stato descritto come avente "la classica architettura da caffetteria". Pann's è apparso in un articolo sul Los Angeles Times, "A caccia dell'architettura Googie", in cui si notava il tetto inclinato e l'insegna del ristorante, le piante tropicali e i muri in pietra a vista all'interno e all'esterno e le finestre di vetro che avvolgono il ristorante. Pann's ha celebrato il suo cinquantesimo anniversario nel 2008.

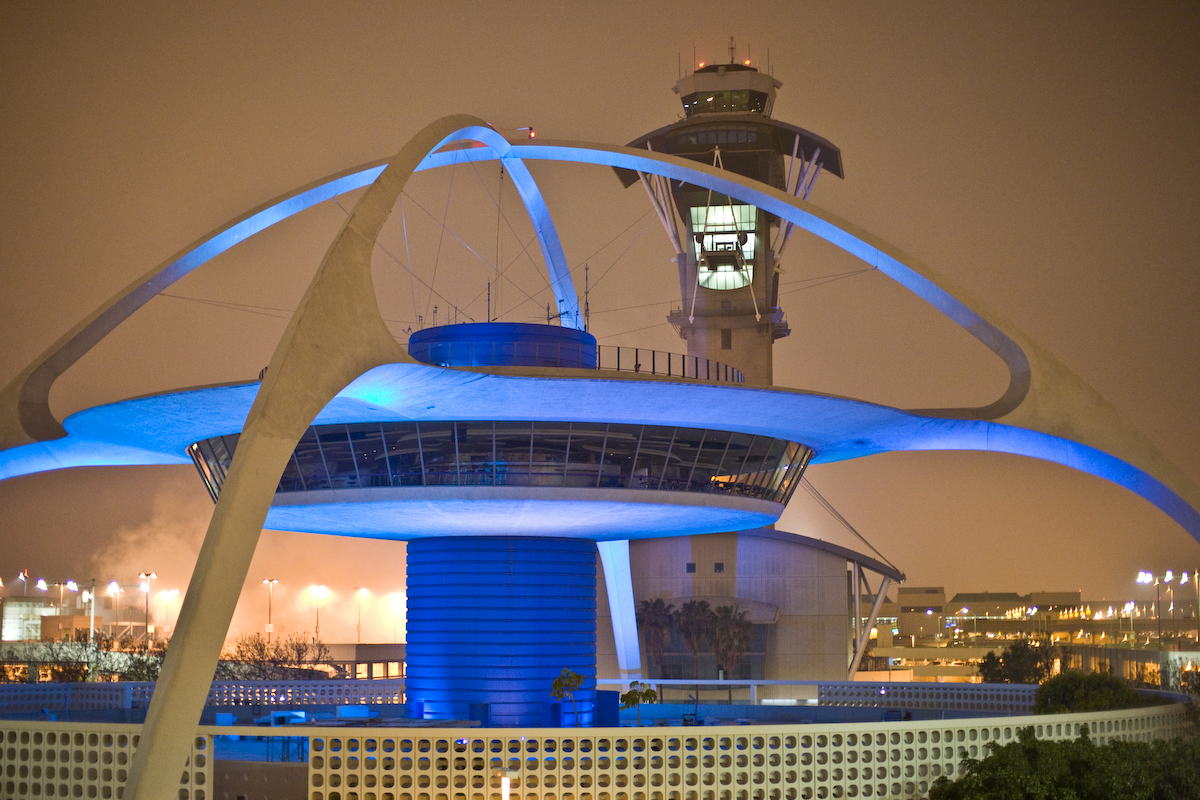
Il Theme Building aperto nel 1961

Il Theme Building è una struttura dell'aeroporto internazionale di Los Angeles inaugurata nel 1961 ed è un altro esempio di architettura Googie. Si diceva che il caratteristico edificio bianco somigliasse a un disco volante atterrato sulle sue quattro gambe. Il Consiglio comunale di Los Angeles ha designato l'edificio monumento storico e culturale (n.570) nel 1993.